# 汪秉元
汪秉元（？—？），字初甫，號素園，直隸徽州府婺源县城西人。明朝政治人物。

## 生平
萬曆二十年壬辰選貢，三十七年（1609年）己酉科順天鄉試舉人，四十四年（1616年）丙辰科進士，户部觀政，由大理評事起家，天啓二年转南駕部，歴郎中，四年出守南昌府，崇祯元年考察，二年降順天府通判，三年升告病营缮司主事，四年改刑部浙江司主事，六年升员外郎，七年調九江府知府，卒于任。著有《听莺书屋吟稿》。

## 家族
曾祖汪文華，封山東左布政使。祖汪大受，副都御史、巡抚湖廣。父汪修齡，貢士，平湖县丞，以子赠南京兵部車駕司郎中，母张氏，赠宜人。子汪甲先，崇禎元年恩貢。